# Гута (Рівненський район)
Гу́та (у 1921—1943 роках — Гута Степанська) — село в Україні, у Рівненському районі Рівненської області. Орган місцевого самоврядування — Гутянський старостинський округ, Костопільської міської громади. Населення становить понад 600 осіб.

## Географія
Відстань до центру громади становить близько 48 км і проходить автошляхом місцевого значення. Селом протікає річка Голубиця.

## Історія
За усними оповідями самих мешканців села їхніми предками були волохи, що з'явилися в Україні в часи короля Владислава ІІ Ягайла і  протягом наступного століття асимілювалися з поляками.
Село Гута виникло наприкінці XVII століття на випалених територіях Степанської Пущі. Слободу тут заснувала родина збіднілої шляхти Савицьких, котра прибула з-під Житомира. У Степанських метриках, датованих 19 століттям, є назва «Майдан, званий Гутою» (поблизу слободи були розташовані скловарні).
У Географічному Словнику Королівства Польського, том XV, ч. I (1900 рік) є запис: 
Huta Stepańska — słoboda, gmina Stepań, 82 wiorst od Równego, 71 domów, 208 mieszkańców (українською — «Гута Степанська — слобода, гміна Степань, 82 версти від Рівного, 71 будинок, 208 мешканців»)
У 1906 році село Степанської волості Рівненського повіту Волинської губернії. Відстань від повітового міста 82 верст, від волості 12. Дворів 71, мешканців 648.
У 1921 році ця частина українських земель, відійшла за Ризьким договором до Польщі.
За переписом населення 1921 року показане як «Гута», у складі Степанської гміни, Рівненського повіту, 97 будинків, 549 осіб (489 католиків, 18 православних, 31 юдей, 1 євангеліст).
У 1922 році село, вже під назвою «Гута Степанська», віднесено до створеного Костопільського повіту Волинського воєводства. У тому ж році створено й римо-католицьку парафію. Було збудовано дерев'яний костел Пресвятого Серця Ісуса.  Його ксьондз Теодор Чабан помітив лікувальні властивості місцевих грязей і заснував лікувальний курорт. У 1920-1940-х роках у селі існував грязелікувальний санаторій "Солоне болото", до якого їхали на лікування з усієї Східної Європи. 
Під час Другої світової війни польське населення Гути організувало загони самооборони проти Української повстанської армії. 18 липня 1943 року село було взяте штурмом загонами УПА і спалене. 150 польських селян загинуло внаслідок боїв, більшість  польського населення втекла до Старої Гути та в Сарни.

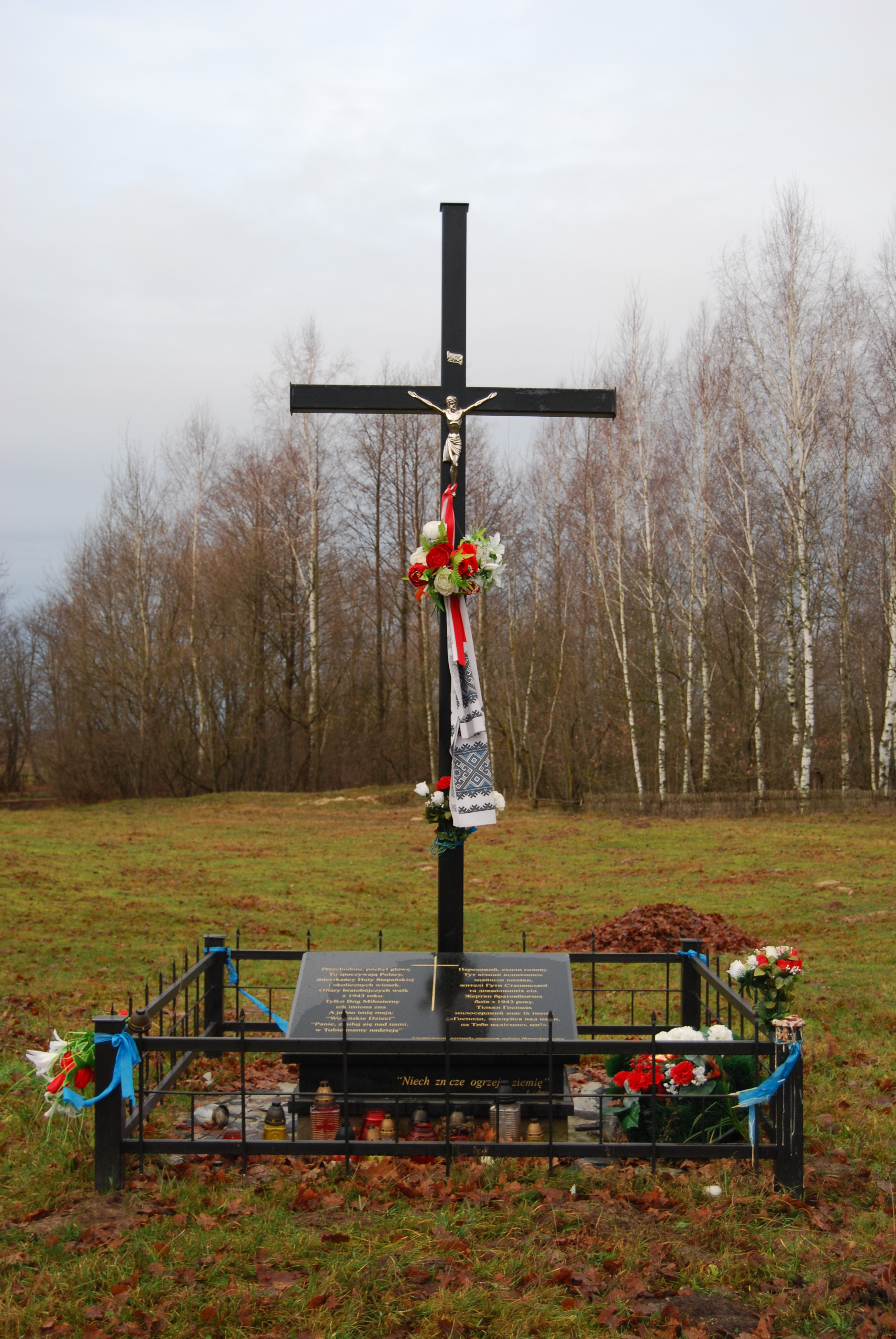
Хрест і меморіальна дошка на братській могилі польських самооборонівців та загиблих селян. Гута

Після війни Гута була відбудована українцями, однак широковідомий санаторій, що також був зруйнований не відродився.

## Відомі люди
У селі народились український поет Петро Велесик, польський генерал Чеслав Пьотровський, У 1930 -ті роки в Гуті Степанській жив польський педагог Чеслав Ґавенда, що був директором  сільської школи.